# Richard Heymons

Richard Heymons (1891)

Richard Heymons (* 29. Mai 1867 in Berlin; † 1. Dezember 1943) war ein deutscher Ökologe, Entomologe und Zoologe und eine wichtige historische Figur in der Studie von Pentastomiden (Zungenwürmer).

## Leben

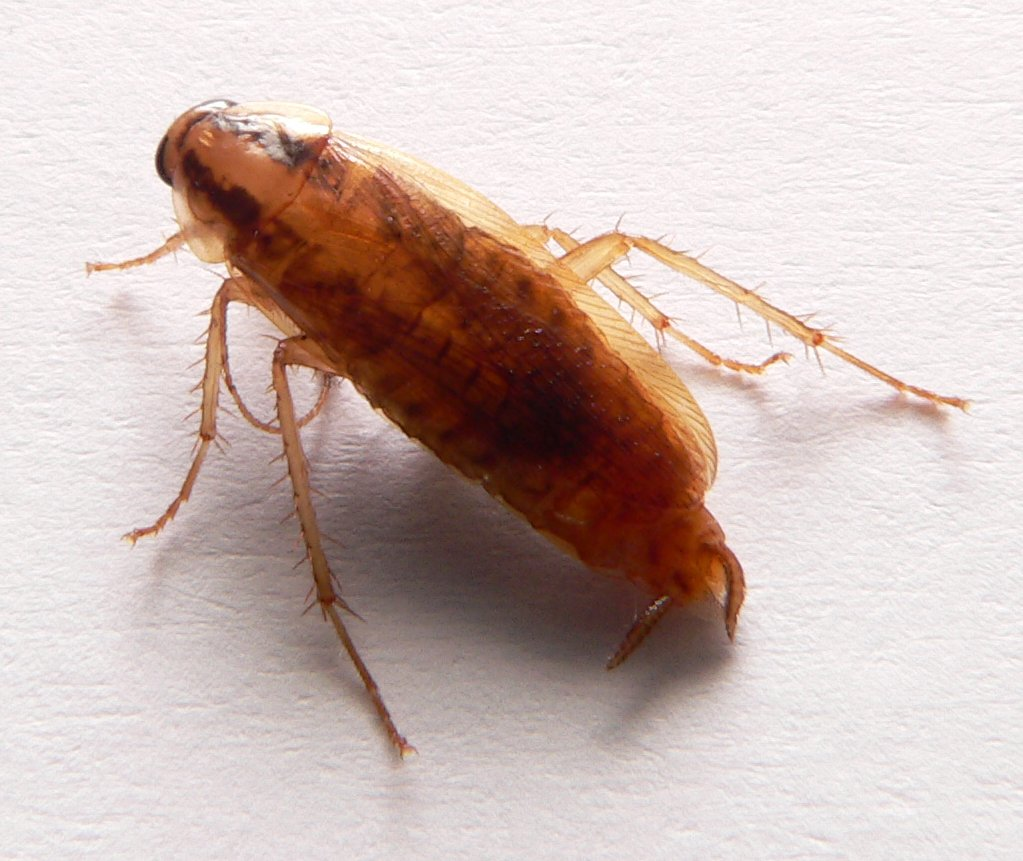
Seine Dissertationsschrift verfasste Heymons über die Deutsche Schabe (Blatella germanica)

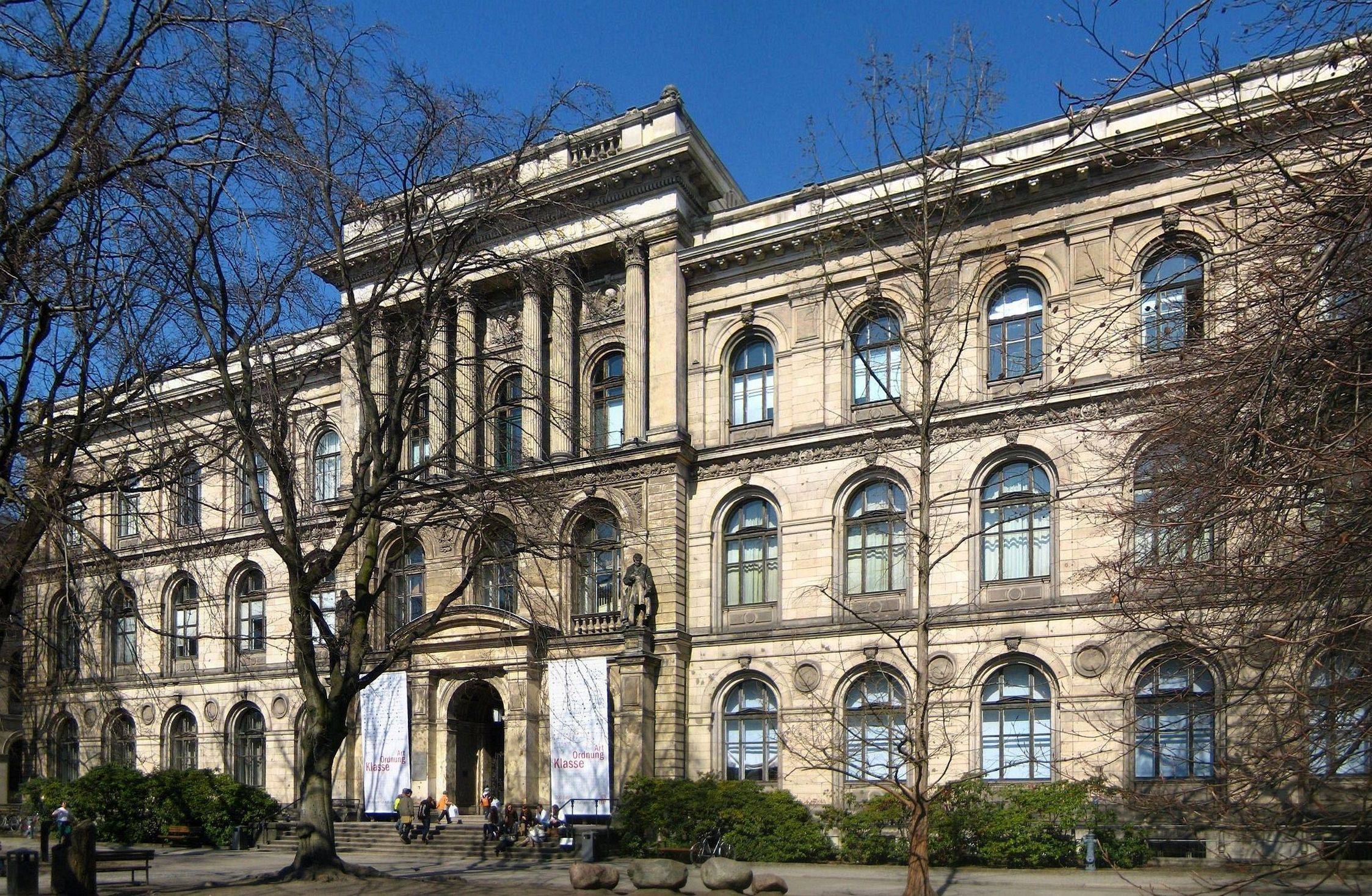
Berlin-Mitte, Zoologisches Museum der Friedrich-Wilhelms-Universität, heute Museum für Naturkunde, wo Heymons als Kurator tätig war

Heymons Vater war der Verlagsbuchhändler Carl Heymons in Berlin. Richard Heymons besuchte das Joachimsthalsche Gymnasium und studierte von 1886 bis 1891 in Berlin, habilitierte sich 1895 und arbeitete zunächst als Dozent für Zoologie. 1903 verheiratete er sich mit Helene Tschuprow, die ihm zur wissenschaftlichen Mitarbeiterin wurde. Ihr Vater, der Nationalökonom Alexander Alexandrowitsch Tschuprow, war selbst ein berühmter Gelehrter und Lehrer an der Moskauer Universität. Mit ihr hatte er zwei Kinder, eine früh verstorbene Tochter und einen Sohn Albrecht, der als Chemiker nach kurzer, erfolgreicher akademischer Laufbahn in die Industrie ging. 
Heymons Dissertationsschrift erschien 1891 über Die Entstehung der Geschlechtsdrüsen von „Phyllodromica (Blatta) germanica“. Von 1904 bis 1906 lehrte er in der Königlich Preußischen Forstakademie Hannoversch Münden als ordentlicher Professor für Zoologie. Im Jahre 1906 erhielt er seine Professur in Berlin. Zur selben Zeit arbeitete er als Kurator der Entomologie am Zoologischen Museum der Friedrich-Wilhelms-Universität. 1915 erhielt er einen Lehrstuhl an der Landwirtschaftlichen Veterinärmedizinischen Fakultät. Von 1915 bis 1935 war Richard Heymons Leiter des Zoologischen Institutes der Landwirtschaftlichen Hochschule in Berlin.
Heymons veröffentlichte zahlreiche Publikationen und Bücher, wobei seine Frau Helene wissenschaftliche Hilfe leistete. Sein Bruder, Hauptmann Max Heymons, lieferte ihm aus den besetzten Ländern (Deutsche Kolonien und Schutzgebiete) Insekten und Würmer zu wissenschaftlichen Zwecken. Er war Adjutant von Hermann von Wissmann.
Bei Beginn des Ersten Weltkriegs kooperierte die Scheideanstalt in Frankfurt am Main mit dem Entomologen Heymons in der Bekämpfung der Mehlmotte. Heymons hatte schon 1908 auf das seit 1898 praktizierte Blausäureverfahren in den USA hingewiesen. Er leitete am 18. November 1916 den ersten Großversuch in der staatlichen Versuchsanstalt für Getreideverarbeitung ein. In einem großangelegten Versuch gelang ein durchschlagender Erfolg in der Mehlmottenbekämpfung. Im Februar 1918 erhielt Heymons durch die Direktion der städtischen Rieselgüter in Berlin-Malchow ein Gelände zu günstiger Pacht und verfügte selbst über eine private Spende von 30.000 Mark für die Einrichtung einer Station zur Erforschung der Schädlingsbekämpfung. Er erhielt durch Erich Harnack große Unterstützung in dem Bestreben der Einrichtung einer Forschungsstation in Verbindung mit der Landwirtschaftlichen Hochschule in Berlin. Hierzu sollte Bruno Tesch, Deutsche Gesellschaft für Schädlingsbekämpfung Berlin, unter Vorsitz von Fritz Haber (Nobelpreis für Chemie), die Koordination zwischen Industrie, Forschung und Wissenschaft übernehmen, die bisher gescheitert war. Heymons sprach sich offen für eine Weiterführung der Forschung aus, für die Beibehaltung auch im Frieden, gegen nur rein militärische Interessen. Der Senat der Kaiser-Wilhelm-Gesellschaft lehnte die erforderliche Finanzierung und eine solche Station ab.
Unter Mitarbeit seiner Frau Helene Heymons bearbeitete Heymons Brehms Tierleben 1915 Ausgabe Bd. 2 „Die Vielfüßler, Insekten und Spinnenkerfe“ neu.
Richard Heymons war Ehrenmitglied der Deutschen Entomologischen Gesellschaft sowie Mitglied der Leopoldina in Halle und mehrerer ausländischer wissenschaftlichen Gesellschaften.
Richard Heymons studierte die Zungenwürmer (Pentastomida), und seine Sammlung von diesen Tieren befindet sich im Museum für Naturkunde in Berlin. Er hat den Namen „Chelicerata“ für Spinnentiere und ihre Verwandtschaft geprägt. Seine besondere Aufmerksamkeit galt aber den Käfern, darunter der Borkenkäfer und der Rapsglanzkäfer.

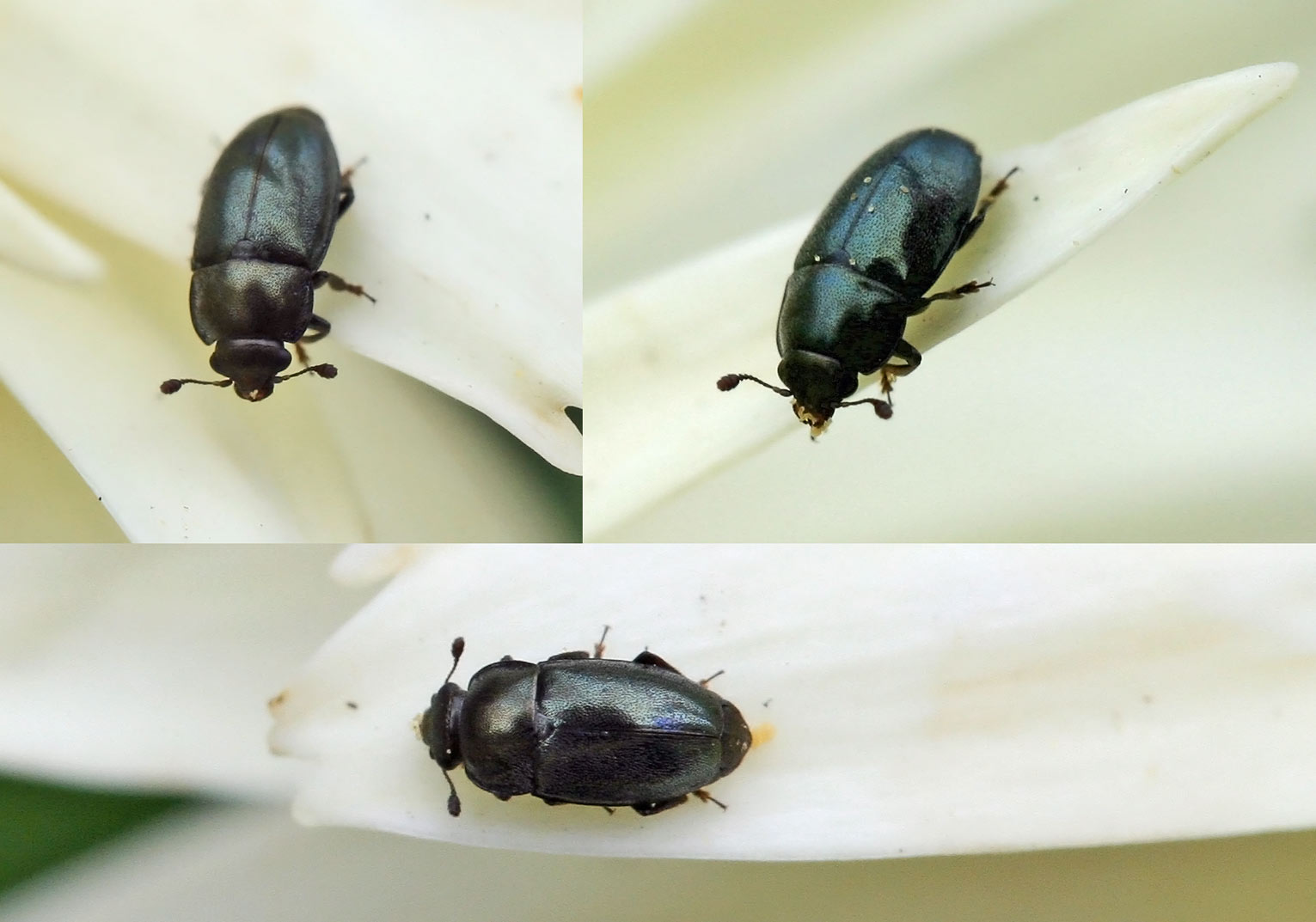
Rapsglanzkäfer (Meligethes aeneus)

1935 wurde Heymons pensioniert. Sein Nachfolger in der Leitung des Instituts für landwirtschaftliche Zoologie der Universität war Hans von Lengerken.

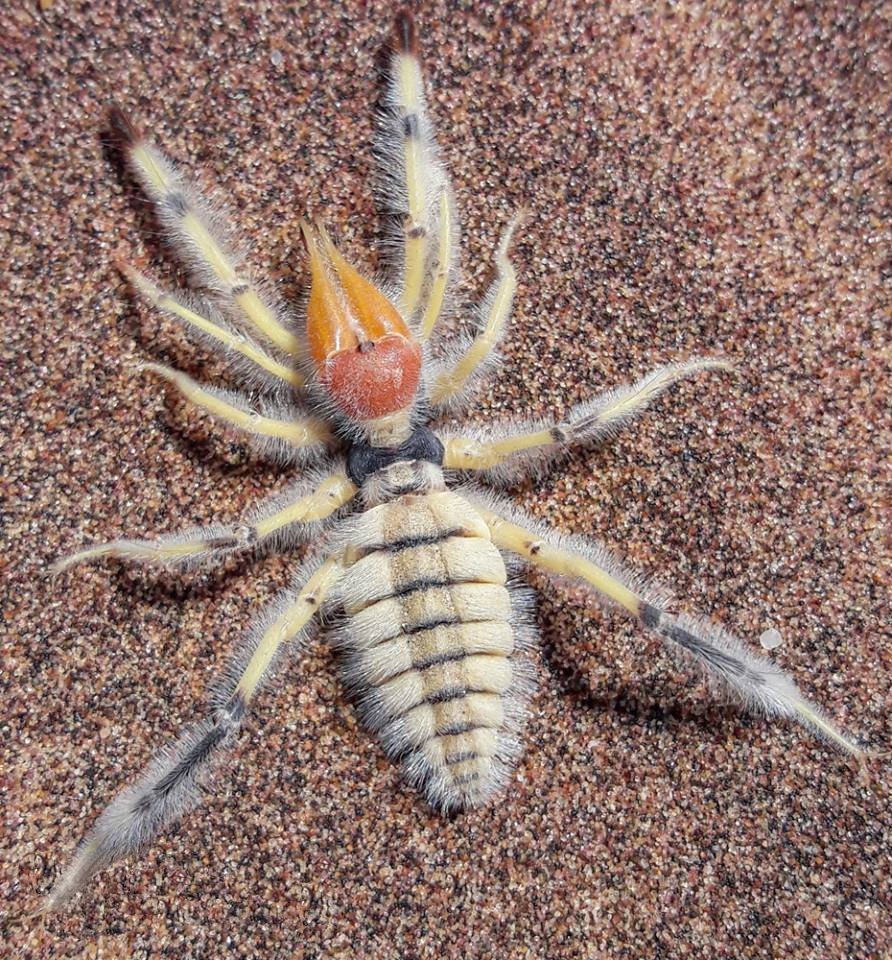
Walzenspinnen, wie die abgebildete Metasolpuga picta, waren ein Fachgebiet Heymons
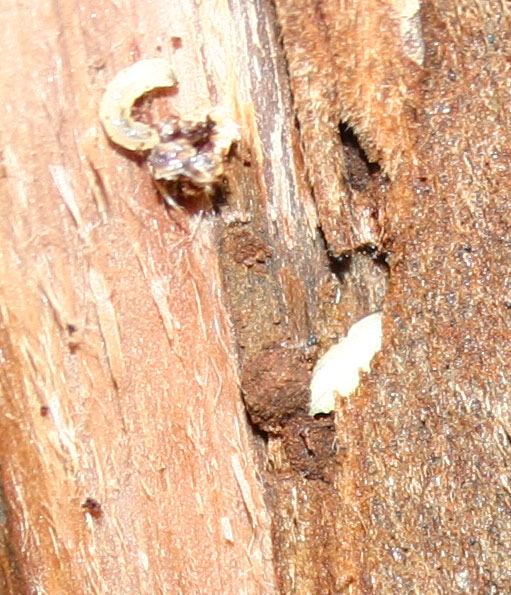
Heymons widmete den Borkenkäfern intensive Studien (abgebildet ist eine Larve des Borkenkäfers)

## Veröffentlichungen
Monographien
- Die Entwicklung der weiblichen Geschlechtsorgane von Phyllodromica (Blatta) germanica L. 1891.
- Über die Entstehung der Geschlechtszellen bei den Insekten. 1893.
- Die Segmentierung des Insektenkörpers. 1895. (2010, ISBN 978-1-169-58476-1)
- Die Embryonalentwicklung von Dermapteren (Ohrwürmer) und Orthopteren (Heuschrecken) – Unter Besonderer Berücksichtigung der Keimblätterbildung. 1895. (2009, ISBN 978-1-113-68513-1)
- Grundzüge der Entwicklung und des Körperbaues von Odonaten (Odonata) und Ephemeriden (Eintagsfliegen). 1896.
- Ein Beitrag zur Entwicklungsgeschichte der Insecta apterygota (Fluginsekten). 1896.
- Zur Morphologie der Abdominalanhänge bei den Insekten. 1896
- Über die Organisation und Entwicklung von Bacillus rossii (Bacillus rossius) Fabr 1897.
- Beiträge zur Morphologie und Entwicklungsgeschichte der Rhynchoten. 1899.
- Biologische Beobachtungen an Asiatischen Solifugen, nebst Beiträgen zur Systematik derselben. 1901.
- Die Entwicklungsgeschichte der Scolopender (Skolopender). 1901. (2011, ISBN 978-1-176-06801-8)
- Die Hinterleibsanhänge der Libellen und ihrer Larven. 1904.
- Eine Plazenta bei einem Insekt (Hemimerus). 1909.

Aufsätze
- Beitrag zur Systematik und Morphologie der Zungenwürmer (Pentastomida). In:  Zoologischer Anzeiger, 1922, 55, S. 154–167.
- Über das Dorsalorgan der Pentastomiden. In: Sitzungsberichte der Gesellschaft Naturforschender Freunde zu Berlin. 1926, S. 22–24.
- Pentastomida. In: W. Kükenthal, T. Krumbach (Hrsg.): Handbuch der Zoologie; eine Naturgeschichte des Tierreichs. 3 (1). Walter de Gruyter, Berlin 1926, S. 69–128.
- Ordnung: Zungenwürmer, Pentastomida (Linguatulida). In: P. Brohmer, P. Ehrmann, G. Ulmer (Hrsg.): Die Tierwelt Mitteleuropas. 3 (1). Quelle & Meyer, Leipzig 1928, S. xx.
- Pentastomida der Deutschen Limnologischen Sunda-Expedition. In: Archiv für Hydrobiologie. 1930. Supplement Band 3, S. 193–198.
- Ein Beitrag zur Kenntnis der Pentastomiden Australiens und benachbarter Gebiete. In: Zeitschrift für Parasitenkunde. 4, 1932, S. 409–430.
- Eine neue Pentastomide von der Philippinen. – Zoologischer Anzeiger 97, 1932, 295–299.
- Über eine Abnormalität bei einer Pentastomide (Armillifer moniliformis Diesing). Sitzungsberichte der Gesellschaft Naturforschender Freunde zu Berlin 3, 1932, 287–290.
- Über das Vorkommen von Zungenwürmern in Vögeln. – Ornithologische Monatsberichte 41, 1933, 75–76.
- mit H. Graf Vitzthum: Neue und wenig bekannte Pentastomiden aus Amerika. Zoologischer Anzeiger 109, 1935, 150–158.
- Pentastomida. In: Dr. H. G. Bronns Klassen und Ordnungen des Tierreichs. Fünfter Band. IV Abteilung, 1. Buch. Akademische Verlagsgesellschaft, Leipzig 1935, S. 1–268.
- mit H. Graf Vitzthum: Beiträge zur Systematik der Pentastomiden. Zeitschrift für Parasitenkunde 8, 1936, 1–103.
- Die vom Dr. Edm. Dartevelle im Belgischen Kongo-Staat gesammelten Pentastomida. In: Revue de Zoologie et de Botanique Africaines. 33, 1940, S. 122–123.
- Beiträge zur Systematik der Pentastomiden II. Einige bemerkenswerte Pentastomiden aus Lacertiliern. Zeitschrift für Parasitenkunde 10, 1939, 675–690.
- Beiträge zur Systematik der Pentastomiden III. Pentastomiden mit spiralig gekrümmten Körperformen. Zeitschrift für Parasitenkunde 11, 1939, 77–94.
- Über die Lebensweise der in Krokodilen vorkommenden Pentastomida. Sitzungsbericht der Gesellschaft Naturforschender Freunde zu Berlin, 1940, S. 253–269.
- Beiträge zur Systematik der Pentastomiden IV. Zur Kenntnis der Sambonidae. In: Zeitschrift für Parasitenkunde, 12, 1941, S. 317–329.
- Beiträge zur Systematik der Pentastomiden V. Die Typenexemplare von Diesingia megastoma. In: Zeitschrift für Parasitenkunde, 12, 1941, S. 330–339.
- Beiträge zur Systematik der Pentastomiden. VI. Die Arten der Gattung Alofia im Vergleich mit Sebekia. I. Übersicht über die Arten. In: Zeitschrift für Parasitenkunde, 12, 1941, S. 419–432.
- Der Nasenwurm des Hundes (Linguatula serrata Froelich), seine Wirte und Beziehungen zur europäischen Tierwelt, seine Herkunft und praktische Bedeutung auf Grund unserer bisherigen Kenntnisse. In: Zeitschrift für Parasitenkunde. 12, 1942, S. 607–638.
- Pentastomida. In: Institut des Parcs Nationaux du Congo Belge. Exploration du Parc National Albert. Mission G. F. de Witte 43, 1943, S. 3–4.